# Równość płci
Równość płci (inaczej egalitaryzm płciowy) – cel ruchu dążącego do równouprawnienia obu płci zarówno pod względem społeczno-kulturowym, jak i prawnym. Pojęcie to wywodzi się z przekonania o niesprawiedliwości dotyczącej różnych form nierówności płciowej.

## Zagadnienia ogólne
Ruch walczący o równość płci, zwłaszcza w państwach Europy Zachodniej, rozpoczął się wraz z pojawieniem się ruchu sufrażystek w XIX wieku. Później nastąpiła zmiana w traktowaniu praw własności osobistej kobiet w odniesieniu do małżeństwa (zobacz Married Women’s Property Act 1882). W latach 50. XX wieku rozwinął się bardziej ogólny ruch walczący o równości płci, oparty na ideach wyzwolenia kobiet i feminizmu. Mimo to rzeczywiste zmiany w mentalności ludzi nadal skupione były wokół konkretnych problemów. 
Działania ruchu zaowocowały w zmianach w prawodawstwie dotyczących zarówno konkretnych problemów, jak i ogólnej walki z dyskryminacją płciową. Zaszły zmiany w społecznym pojmowaniu równości w dostępie do edukacji chłopców i dziewcząt. Niektóre zmiany wprowadzone były dzięki afirmatywnym akcjom politycznym. Rewolucji uległy poglądy społeczne. Dotyczyło to wprowadzenia „równej płacy za równą pracę”, jak również zapewnienia równego dostępu kobietom i mężczyznom do wszystkich miejsc pracy w wielu krajach. Przykładem mogą być kraje, w których kobiety mają możliwość służyć w Siłach Zbrojnych, policji czy pracować w straży pożarnej. Poza tym wzrasta liczba kobiet biorących czynny udział w życiu politycznym i zajmujących wysokie stanowiska biznesowe.
Odwrotny proces zachodzi wśród mężczyzn. Coraz częściej pracują oni na stanowiskach, które wcześniej uważane były za typowo damskie, na przykład pielęgniarstwo. Zmiany zachodzą także w relacjach domowych. Mężczyźni, uświadamiając sobie różnice biologiczne między płciami, zmieniają stosunek do wypełniania obowiązków domowych i wychowywania dzieci, nie traktując ich już jako wyłącznie kobiece zajęcie. Innym przejawem zmian w mentalności społecznej jest fakt, że coraz więcej kobiet po ślubie pozostaje przy swoim nazwisku panieńskim i nie porzuca życia zawodowego. 
Wielu ludzi – feministów i nie tylko, uważa, że cele ruchu feministycznego nadal nie zostały w pełni osiągnięte, zwłaszcza w państwach nie należących do Europy Zachodniej. Punktem spornym w osiągnięciu równości płci stała się pozycja kobiety w Kościele katolickim i kwestia kobiet księży. Problem ten spowodował rozłam w wielu kościołach. 
Nie wszystkie idee równości płci zostały społecznie zaakceptowane, na przykład publiczne pokazywanie się topless pozostaje sprawą marginalną, ale już karmienie piersią w częściowo publicznych miejscach zyskało społeczna aprobatę. Jednak kobiety akceptujące pornografię i zachowania antyspołeczne kojarzone z mężczyznami nadal są krytykowane.

## Próby zwalczenia nierówności płciowej
Światowe instytucje sprowadzają pojęcie równości płci do praw człowieka, w szczególności praw kobiet, rozwoju ekonomicznego. UNICEF definiuje pojęcie równości płci „doprowadzenie boisk do takiego stanu, aby dziewczęta i chłopcy mieli równe szanse na rozwój swoich zdolności”.
Fundusz Ludnościowy Narodów Zjednoczonych ogłosił, że kobiety maja prawo do równego traktowania. „Równość płci” jest jednym z Projektu Milenijnego Organizacji Narodów Zjednoczonych zmierzającego do wyeliminowania ubóstwa do roku 2015. Jedno z założeń projektu mówi, że „każdy z celów jest ściśle powiązany z prawami kobiet i społeczeństw, w których kobiety pozbawione są możliwości zrównoważonego rozwoju”.
Równość płci postrzegana jest zatem jako możliwość dalszego rozwoju ekonomicznego. Jako przykład mogą posłużyć kraje arabskie, które nie zapewniają kobietom równych szans i możliwości rozwoju. W roku 2008 raport sponsorowany przez Organizację Narodów Zjednoczonych pokazał, że takie traktowanie kobiet jest kluczowym czynnikiem powstrzymującym te kraje przed dołączeniem do światowej czołówki w obrębie handlu, edukacji i kultury.
W 2010 roku Unia Europejska otworzyła w Wilnie (Litwa) Europejski Instytut ds. Równości Mężczyzn i Kobiet, którego zadaniem jest promowanie równości płci i zwalczanie dyskryminacji płciowej.